# Wolfgang Larrazábal
Wolfgang Enrique Larrazábal Ugueto (Carúpano, 5 de marzo de 1911-Caracas, 27 de febrero de 2003) fue un político y militar de la Armada de Venezuela, presidente de la Junta de Gobierno de Venezuela en 1958 tras el derrocamiento de la dictadura de Marcos Pérez Jiménez.

## Carrera militar
Fue hijo de Fabio Larrazábal Blanco y de Jerónima Ugueto Mouquier. Los primeros estudios los cursó en el Instituto Pestalozzi de Maracaibo y luego ingresó a la Escuela Naval, donde estuvo de 1928 a 1932. Siendo teniente de fragata, embarca en La Guaira el 5 de junio de 1937 en la Fragata ARA Presidente Sarmiento para realizar el viaje de instrucción y es agregado a la Plana Mayor de la Fragata.
Después de ser comandante de la Base Naval de Puerto Cabello, fue nombrado comandante de las Fuerzas Navales en julio de 1947, y en 1949 fue nombrado agregado naval de la embajada de Venezuela en Washington. Ocupó otros cargos tales como director del Instituto Nacional de Deportes (1952-1955) o director del Círculo de las Fuerzas Armadas (1957-1958). Fue subinspector de las Fuerzas Navales y comandante de la Marina del 11 al 23 de enero de 1958.

## Presidente de la Junta de Gobierno de Venezuela

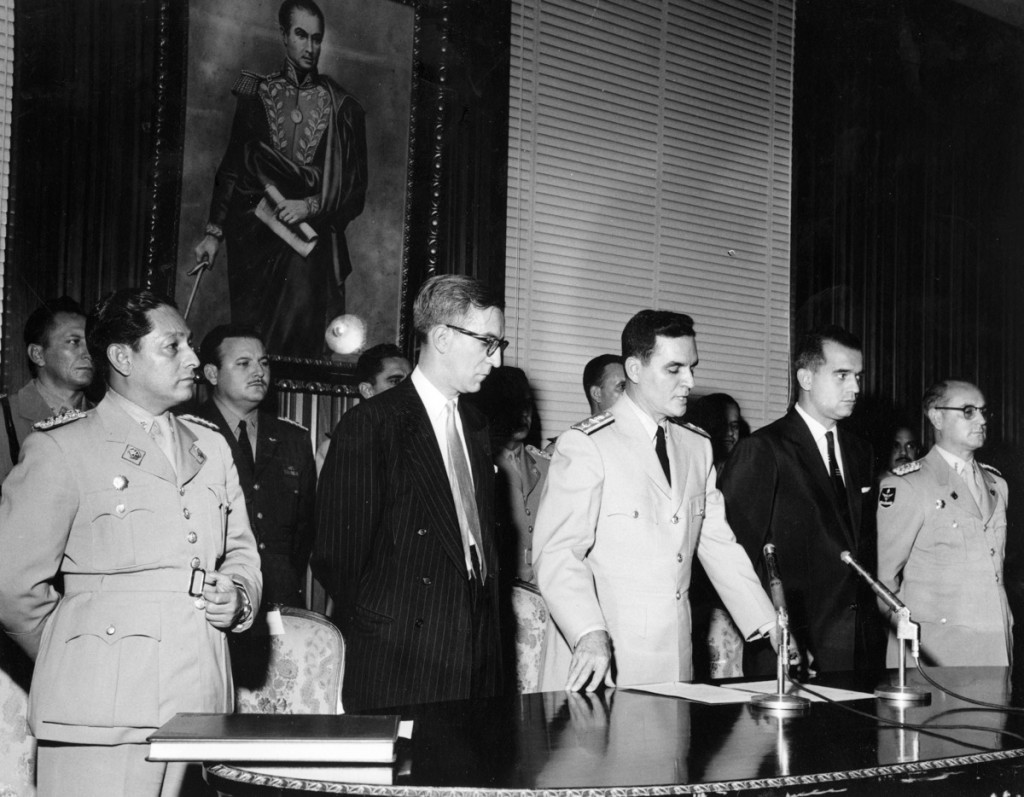
Integrantes de la Junta de Gobierno. En la imagen, de izquierda a derecha, el coronel Pedro José Quevedo; Édgar Sanabria, secretario de la Junta; contralmirante Wolfgang Larrazábal, presidente de la Junta; Blas Lamberti y el coronel Carlos Luis Araque. Enero de 1958.

Tras la caída del general Marcos Pérez Jiménez, Larrazábal se establece como el primer presidente de la Junta de Gobierno. La Junta estaría conformada inicialmente exclusivamente por militares entre los que se encontraban Roberto Casanova, Abel Romero Villate, Carlos Luis Araque y Pedro José Quevedo. Sin embargo, debido a protestas en contra de la composición militar de la junta y al compromiso de los coroneles Casanova y Romero con el perezjimenismo, estos últimos dos son sustituidos por los civiles Eugenio Mendoza y Blas Lamberti, representantes de importantes grupos económicos del país. Asimismo, se incorpora al civil Édgar Sanabria como secretario de la junta.
Bajo su presidencia se legalizaron los partidos políticos proscritos durante la dictadura de Pérez Jiménez, se designa un gabinete con representación de diversos sectores de la sociedad, se designa un comité para la crear un estatuto electoral que permitiera elecciones libres inmediatamente, además de revisión de las finanzas públicas y la declaración de confiscación de los bienes de los principales dirigentes de la dictadura.
Se convirtió en un líder carismático y populista ayudado por las medidas tomadas durante su gobierno, en particular el Plan de Emergencia de 1958 o Plan de Obras Extraordinarias. Para ese momento la situación económica venezolana era complicada debido en parte al aumento del desempleo por la paralización de algunas obras de la dictadura de Pérez Jiménez, así como también por el éxodo masivo de población del interior del país a la capital, por lo que Larrazábal lanzó este plan que consistió en una contratación masiva de trabajadores en áreas de saneamiento ambiental y ornato público, así como en la finalización de algunas de las obras paralizadas.
Dentro del nuevo cuadro de las Fuerzas Armadas, fue líder de la Marina de Guerra, la cual había cobrado importancia capital como factor de la política militar. Cuatro meses después de su inesperada aparición en primer plano de la actualidad nacional, Larrazábal se convirtió en una figura de gran importancia en el campo militar y en el mundo de la política.
El 13 de mayo de 1958 el entonces vicepresidente de los Estados Unidos Richard Nixon es recibido por las manifestaciones más violentas que se hayan visto en Caracas: una multitud apedrea y patea el vehículo donde se trasladaba Nixon, así como también escupen a Nixon y su esposa. La tensión llega a tal extremo que hay amenazas de invasión por los marines.

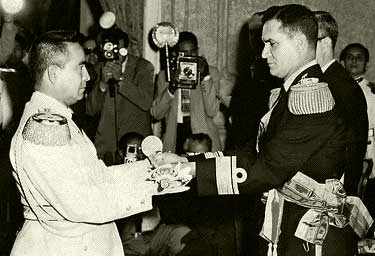
Jesús María Castro León y Wolfgang Larrazábal en 1958.

El 23 de julio de 1958 un sector importante de las Fuerzas Armadas, pronto está en desacuerdo con las decisiones de la Junta y estalla una crisis política entre las Fuerzas Armadas y el Gobierno, por lo que Larrazábal enfrenta su primer intento de golpe de Estado liderado por el entonces ministro de Defensa de la Junta de Gobierno Jesús María Castro León. En particular, Castro León rechazaba la legalización de los partidos Acción Democrática y el Partido Comunista de Venezuela.

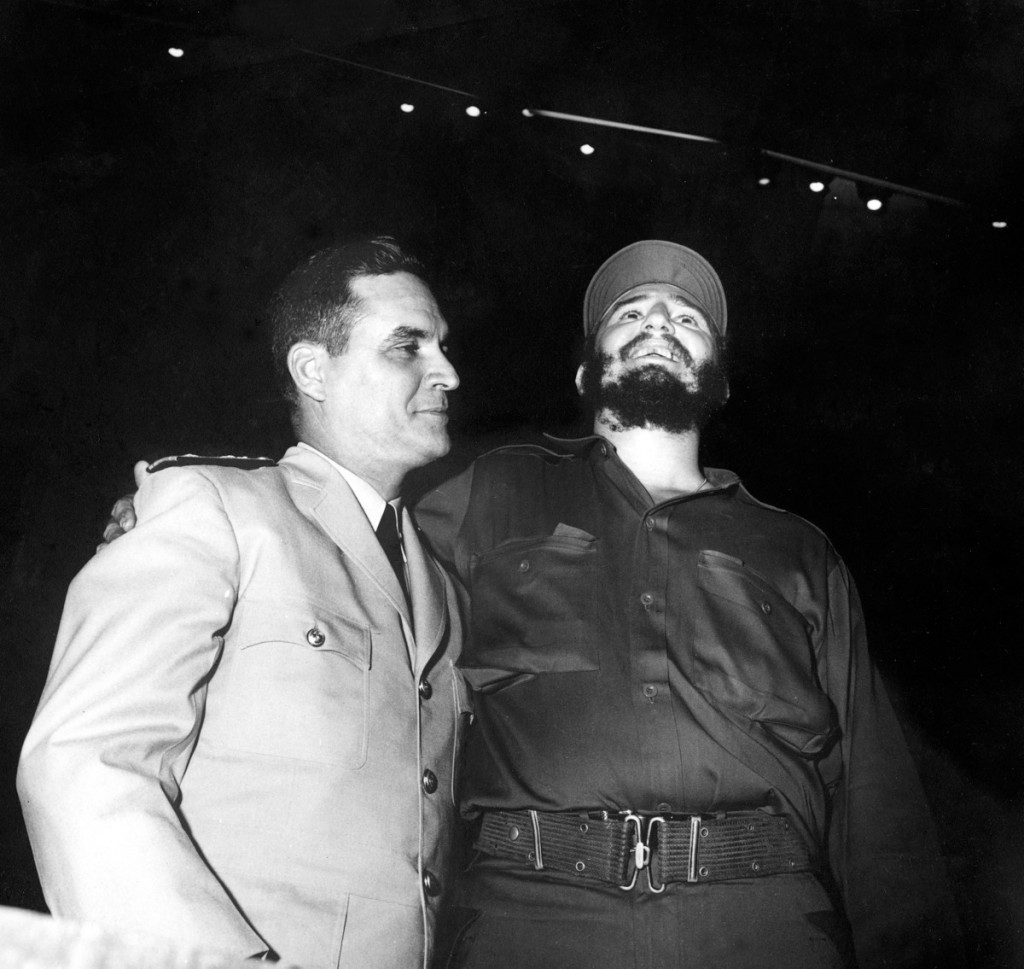
Fidel Castro y Wolfgang Larrazábal, en un acto en el Aula Magna de la Universidad Central de Venezuela el 24 de enero de 1959

El orden es restablecido gracias al apoyo de los sectores militares progubernamentales y a manifestaciones populares en respaldo a Larrazábal. El general Jesús María Castro León prefiere dimitir y abandonar el país. Asimismo, Larrazábal enfrenta otro intento de golpe de Estado el 7 de septiembre de 1958, esta vez liderado por los oficiales de la Policía Militar José Ely Mendoza y Juan de Dios Moncada Vidal.
Durante su presidencia, envió armamento de forma secreta a Cuba para apoyar a la Revolución cubana en su fase final, las cuales jugaron un papel clave en la batalla de Maffo, preludio de la toma de Santiago de Cuba.[cita requerida] Fidel Castro escribiría una carta a Larrazábal agradeciendo este gesto. Por su parte, el excanciller venezolano Enrique Tejera París, quien para ese entonces de los pocos funcionarios que conocía sobre esta operación secreta, afirmaría más adelante que este apoyo formaba parte de la agenda del Gobierno de Larrazábal para combatir las dictaduras, en este caso, la dictadura de Fulgencio Batista.

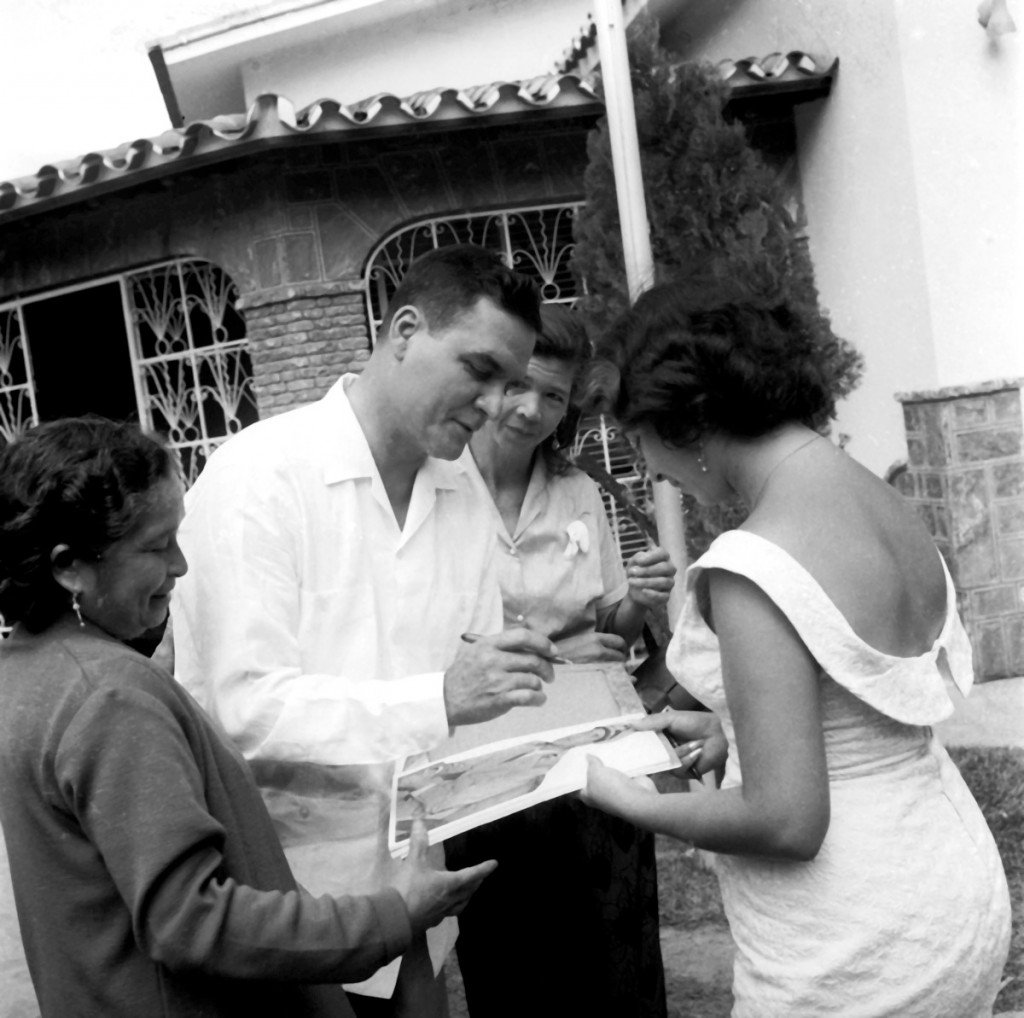
Wolfgang Larrazábal, candidato a la presidencia de la república, firmando autógrafos.

## Postpresidencia

### Primera candidatura presidencial
Posteriormente, Larrazábal renuncia a la presidencia el 13 de noviembre de 1958 para competir en elecciones libres como candidato presidencial, quedando como presidente provisional Édgar Sanabria. Larrazábal sería postulado por su partido Unión Republicana Democrática (URD), así como también siendo apoyado por el Partido Comunista de Venezuela (PCV) y el Movimiento Electoral Nacional Independiente (MENI) en las elecciones de 1958, logrando obtener 903.479 votos, llegando al segundo lugar detrás de Rómulo Betancourt.
Durante la campaña electoral utilizó el eslogan publicitario «Para votar por Wolfgang / se necesita /una amarilla grande / y otra chiquita», haciendo alusión a la tarjeta grande para sufragar por presidente y tarjeta pequeña para los parlamentarios al Congreso Nacional. Retirado del servicio activo en las fuerzas armadas, fue nombrado embajador de Venezuela en Chile, cargo que cumplió entre 1959 y 1960 durante el Gobierno de Rómulo Betancourt.

### Embajador, segunda candidatura y senador
También durante el gobierno de Rómulo Betancourt fue nombrado embajador en Chile, en una movida política definida en ese entonces por la revista Time como un «semiexilio».
Posteriormente fue convencido por Jorge Dáger para participar en las elecciones de 1963 como candidato presidencial del partido Fuerza Democrática Popular (FDP), de orientación socialista. También sería apoyado nuevamente por el MENI, logrando obtener en esa oportunidad solo el 9,43% de los sufragios (275.325 votos), resultando ganador Raúl Leoni. Larrazábal declinó cualquier puesto en el gobierno de Leoni.
Larrazábal fue senador entre 1964 y 1969. Tras esto, fue embajador en Canadá entre 1969 y 1973, en el primer gobierno de Rafael Caldera. Luego fue senador por Acción Democrática entre 1974 y 1979, en representación del estado Yaracuy.

### Retiro de la política
Larrazábal se retiró eventualmente de la política, dedicándose solamente a asuntos privados. Fue acérrimo crítico del chavismo. Falleció el 27 de febrero de 2003 en Caracas a los 91 años de edad.